# Lijst van voetbalinterlands Antigua en Barbuda - Puerto Rico (mannen)
Deze lijst van voetbalinterlands is een overzicht van alle officiële voetbalwedstrijden tussen de nationale teams van Antigua en Barbuda en Puerto Rico. De landen speelden tot op heden vier keer tegen elkaar. De eerste ontmoeting was een kwalificatiewedstrijd voor de Caribbean Cup 2017 in Bayamón op 5 juni 2016. Het laatste duel, een groepswedstrijd tijdens de CONCACAF Nations League 2023/24, vond plaats op 18 november 2023 in Piggotts.

## Wedstrijden
| № | Plaats       | Datum             | Competitie                      | Wedstrijd                        | Uitslag |
| - | ------------ | ----------------- | ------------------------------- | -------------------------------- | ------- |
| 1 | Bayamón      | 5 juni 2016       | Caribbean Cup 2017 kwalificatie | Puerto Rico − Antigua en Barbuda | 2 − 1   |
| 2 | Saint John's | 8 oktober 2016    | Caribbean Cup 2017 kwalificatie | Antigua en Barbuda − Puerto Rico | 2 − 0   |
| 3 | Nassau       | 12 september 2023 | CONCACAF Nations League 2023/24 | Puerto Rico − Antigua en Barbuda | 5 − 0   |
| 4 | Piggotts     | 18 november 2023  | CONCACAF Nations League 2023/24 | Antigua en Barbuda − Puerto Rico | 2 − 3   |

## Samenvatting
| Competitie                 | Totaal gespeeld | Winst Antig. en Barb. | Gelijk | Winst Puerto Rico | Doelsaldo Antig. en Barb. – Puerto Rico |
| -------------------------- | --------------- | --------------------- | ------ | ----------------- | --------------------------------------- |
| CONCACAF Nations League    | 2               | 0                     | 0      | 2                 | 2 − 8                                   |
| Caribbean Cup-kwalificatie | 2               | 1                     | 0      | 1                 | 3 − 2                                   |
| Totaal                     | 4               | 1                     | 0      | 3                 | 5 − 10                                  |